# Daria Michalak
Daria Michalak z domu Zawistowska (ur. 12 grudnia 1995 w Szczecinie) – polska piłkarka ręczna, lewoskrzydłowa, latach 2014–2019 reprezentowała barwy Pogoni Szczecin, od sezonu 2019/2020 występuje w Zagłębiu Lubin.
Wychowanka Kusego Szczecin, w 2014 trafiła do Pogoni Szczecin, z którą zdobyła m.in. wicemistrzostwo Polski (2016). W sezonie 2016/2017, w którym rzuciła 121 bramek w 30 meczach, była najlepszą strzelczynią Pogoni w Superlidze. W barwach szczecińskiej drużyny grała także w europejskich pucharach, m.in. w sezonie 2014/2015 oraz 2018/2019 zajęła wraz z Pogonią 2 razy srebrny medal w EHF Challange Cup, ma na swoim koncie również występy w Pucharze EHF.
Występowała w juniorskiej i młodzieżowej reprezentacji Polski. Z tą drugą uczestniczyła w kwietniu 2014 w turnieju kwalifikacyjnym do mistrzostw świata U-20.
W reprezentacji Polski seniorek zadebiutowała 7 października 2016 w towarzyskim meczu ze Słowacją (28:18), w którym zdobyła jedną bramkę. W listopadzie 2017 wygrała z polską reprezentacją Puchar Karpat, podczas którego rzuciła osiem goli. W grudniu 2017 znalazła się w kadrze na mistrzostwa świata w Niemczech – w turnieju tym wystąpiła w pięciu meczach, w których zdobyła trzy bramki, a po fazie grupowej – ze względu na naderwane więzadło w stopie – została zastąpiona przez Joannę Kozłowską.
Na przełomie lipca i sierpnia 2018 roku wzięła udział w akademickich mistrzostwach świata w piłce ręcznej kobiet, które odbyły się w chorwackiej Rijece, Polska zajęła wówczas 4. miejsce.
Od sezonu 2019/2020 reprezentuje barwy Zagłębie Lubin.
W 2022 wystąpiła na mistrzostwach Europy.
W 2023 była kandydatką do Sejmu z listy Bezpartyjnych Samorządowców.

## Sukcesy
Indywidualne
- Najlepsza lewoskrzydłowa Superligi według „Przeglądu Sportowego”: 2014/2015[10]

Klubowe

### SPR Pogoń Szczecin
- Mistrzostwa Polski:
  -  2015
  -  2016
- Puchar Polski:
  -  2014, 2015
  -  2016, 2018, 2019
- Challenge Cup:
  -  2015, 2019

### MKS Zagłębie Lubin
- Mistrzostwa Polski:
  -  2021, 2022, 2023, 2024
  -  2020
- Puchar Polski:
  -  2021, 2023, 2024
  -  2022